# Andrzej Wróbel (muzyk)
Andrzej Wróbel (ur. 26 lipca 1947 w Nieporęcie) – polski wiolonczelista, kameralista i pedagog.

## Życiorys
Ukończył Państwową Wyższą Szkołę Muzyczną w Warszawie (1972). W latach 1966–86 był członkiem Zespołu Kameralistów Filharmonii Narodowej prowadzonego przez Karola Teutscha. W 1972 r. założył kwartet smyczkowy „Kwartet Polski” wraz ze skrzypkiem Janem Tawroszewiczem. Z Kwartetem zdobywał nagrody na konkursach w Colmar (I nagroda), w Belgradzie i w Monachium. Kwartet nagrywał dla radiofonii niemieckiej, szwajcarskiej, francuskiej i polskiej.
W latach 1972-73 grał w orkiestrze Filharmonii Narodowej a w latach 1972 – 1985 był koncertmistrzem w orkiestrze Warszawskiej Opery Kameralnej. W 1972 wraz z innymi muzykami Opery kameralnej i Jerzym Maksymiukiem założył zespół, który od 1973 przyjął nazwę Polska Orkiestra Kameralna. W 1986 r. założył zespół kameralny Camerata Vistula, z którym związany jest do dziś.
Prowadzi działalność koncertową w kraju i za granicą, w Europie i USA. Nagrał szereg płyt z Kwartetem Polskim oraz z Cameratą Vistulą.
Jest twórcą Festiwalu Polskiej Muzyki Kameralnej, który odbywa się od 2003 r. Prowadzi klasę wiolonczeli na Uniwersytecie Muzycznym w Warszawie od 1972 r.
W 2011 został odznaczony Srebrnym Medalem „Zasłużony Kulturze Gloria Artis”.